# Kollegreend
De Kollegreend is de naam van een natuurgebied aan de Maas te Kessenich.
Het gebied ontstond na gedeeltelijke demping van de Maasplassen. Zij waren het gevolg van de grindwinning, waaraan op deze plaats een einde kwam in 1980. Het vormt een schiereiland (net zoals het noordelijk gelegen Koningssteen is het een corridor tussen twee plassen) dat doodloopt op de Maas.
De Kollegreend is bedekt met ooibossen en bloemrijke graslanden en struwelen. Er werden gallowayrunderen uitgezet, zodat de begrazing de variatie in vegetatie bevordert. Het gebied wordt aangedaan door wandelwegen en staat onder beheer van het Limburgs Landschap vzw. Het maakt onderdeel uit van Rivierpark Maasvallei. Het gebied is Europees beschermd als onderdeel van Natura 2000-gebied (habitatrichtlijngebied 'Uiterwaarden langs de Limburgse Maas en Vijverbroek' (BE2200037)).